# Éradication d'un pathogène
L'éradication d'un pathogène est acquise quand les formes sauvages de l'agent pathogène ne circulent plus dans le population et ne présente donc plus de risque épidémiologique.
Elle ne signifie pas nécessairement extinction dans la mesure où le pathogène reste conservé en laboratoire.